# Georg Vilhelm Müller
Georg Vilhelm Johannes Müller (17. november 1868 Tommerup-?) var en dansk snedkermester, kunstsnedker og møbelfabrikant, roer og atlet medlem af Københavns FF (senere Københavns IF) som 1895 satte dansk rekord på 2000 meter med 6:22,6., som roer roede han på Københavns Roklubs "Müllerske hold" med brødrene I. P. Müller (1866 - 1938), Christoffer Müller (1871-1963), Paul Müller (1873-1950) og Benjamin Müller (1875- ), som bl.a. vandt datidens fornemste trofæ, Øresundspokalen, seks gange. Brødrene var sønner til sognepræst Georg Vilhelm Müller (1816-1898)